# Marko Radulović (político)

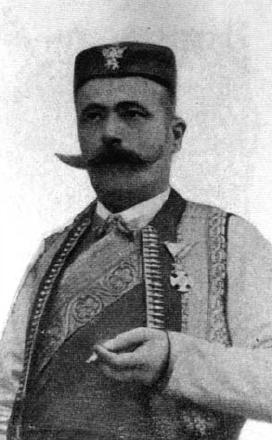
Marko Radulović

Marko Radulović (cirílico: Марко Радуловић) foi um político montenegrino que foi Chefe de Governo do Principado de Montenegro de 24 de Novembro de 1906 a 1 de Fevereiro de 1907.
Radulović foi um dos fundadores do Partido do Povo, o primeiro partido político em Montenegro em 1906. Após as eleições parlamentares de 1906, o Partido do Povo formou o primeiro governo liderado por um partido na história montenegrina, com Radulović como primeiro-ministro.